# Платеја (митологија)
Платеја или Платаја (грч. Πλάταια, Πλαταιαί) је у грчкој митологији била нимфа.

## Митологија
Била је нимфа Најада са извора свеже воде у граду названом по њој на планини Китерон у Беотији. Паусанија је писао да је тамо било светилиште њој посвећено, али се нису слагали сви аутори да је град по њој добио име. Њу је на планину довео Зевс, који ју је отео од њеног оца, речног бога. Наиме, према Корини, Херодоту и Паусанији је њен отац био Асоп, а Диодор је као њену мајку поменуо Метопу. Можда је са Зевсом имала сина. Платеју су још називали и Гаргафија и Ероја, према мањим изворима повезаним са њеним.

## Биологија
Латинско име ових личности (Plataea) је назив за род лептира.